# Tom & Jerry (film)
Tom & Jerry is een Amerikaanse liveaction / computer-geanimeerde komische film uit 2021, geregisseerd door Tim Story. De film is gebaseerd op de gelijknamige geanimeerde korte filmreeks, gemaakt door William Hanna en Joseph Barbera.

## Verhaal
De muis Jerry heeft een nieuw thuis gevonden in een luxe hotel in New York. De hotelmanager Terrance vraagt vervolgens aan de jonge medewerkster Kayla om de muis uit het hotel te halen voordat de "bruiloft van de eeuw" van een vooraanstaand stel plaatsvindt. Nadat Kayla de kat Tom heeft gevonden, wordt Tom ingehuurd om Jerry te achtervolgen. De rivaliteit tussen de twee zorgt echter voor verdere problemen in het hotel. Bovendien maakt de slinkse Terrance het leven moeilijk voor Kayla, Tom en Jerry. Ze bundelen daarom hun krachten tegen Terrance om een einde te maken aan zijn reilen en zeilen.

## Rolverdeling
- Chloë Grace Moretz als Kayla
- Michael Peña als Terence
- Colin Jost als Ben
- Rob Delaney als de heer Dubros
- Ken Jeong als chef-kok Jackie
- Pallavi Sharda als Preeta
- Jordan Bolger als Cameron
- William Hanna, Mel Blanc, June Foray (via archiefaudio-opnames) en Frank Welker als Tom en Jerry (stem)
- Nicky Jam als Butch (stem)
- Bobby Cannavale als Spike (stem)
- Utkarsh Ambudkar als vastgoed rat (stem)

## Nederlandse Stemmen
- Vajèn van den Bosch als Kayla
- Peter van Rooijen als Terence
- Jelle Amersfoort als Ben
- Ruben Lürsen als de heer Dubros
- Kok-Hwa Lie als chef-kok Jackie
- Jouman Fattal als Preeta
- Juliann Ubbergen als Cameron

## Release
Tom & Jerry ging in première op 11 februari 2021 in Colombia, Singapore, Taiwan en Verenigde Arabische Emiraten. In de Verenigde Staten werd de film in de bioscoop uitgebracht op 26 februari 2021 door Warner Bros. Pictures en een maand lang gestreamd op HBO Max. Samba TV schatte dat 1,2 miljoen Amerikaanse huishoudens de film tijdens het openingsweekend op HBO Max hebben gestreamd.

## Ontvangst
Op Rotten Tomatoes heeft Tom & Jerry een waarde van 31% en een gemiddelde score van 4,70/10, gebaseerd op 125 recensies. Op Metacritic heeft de film een gemiddelde score van 32/100, gebaseerd op 20 recensies.